# Wasteland (álbum de Abney Park)
Wasteland es el decimoséptimo álbum de estudio de Abney Park.

## Lista de canciones
| N.º | Título                        | Duración |  |
| 1.  | «Clone Factories»             | 4:08     |  |
| 2.  | «Wasteland Warrior»           | 4:01     |  |
| 3.  | «Out of Darkness»             | 4:18     |  |
| 4.  | «Witch Hunt»                  | 2:29     |  |
| 5.  | «Walls»                       | 3:29     |  |
| 6.  | «Fell to My Knees»            | 3:29     |  |
| 7.  | «Hired Gun»                   | 3:18     |  |
| 8.  | «Minnie the Moocher»          | 4:11     |  |
| 9.  | «Proteger tus Sueños»         | 3:14     |  |
| 10. | «The Prayer»                  | 4:16     |  |
| 11. | «Away from the Things of Man» | 3:23     |  |

## Créditos
- Robert Brown - voz, derbake, acordeón diatónico, armónica, buzuki
- Kristina Erickson - teclado, piano
- Josh Goering - guitarra
- Derek Brown - bajo
- Mitchell Drury - Violín